# Джавгат
Джавгат (кайт. Жавгъат, дарг. Жавгъат) — село в Кайтагском районе Дагестана, административный центр Джавгатского сельсовета.

## География
Село Джавгат расположено на высоте 422 метра над уровнем моря. Ближайшие населённые пункты — Джинаби, Карацан, Кулегу, Хадаги, Машаты, Джибахни, Рука, Гурхунь, Хустиль, Дюбек.

## Население
| 1888  | 1895  | 1926 | 1939 | 1970 | 1989  | 2002  |
| ----- | ----- | ---- | ---- | ---- | ----- | ----- |
| 466   | ↗470  | ↗579 | ↗642 | ↗929 | ↗1326 | ↗1844 |
| 2010  | 2021  |      |      |      |       |       |
| ↗2189 | ↗2726 |      |      |      |       |       |

Известные уроженцы: Исрапил Рамазанов (Мурад Легенда)